# 노자와촌 (아오모리현 산노헤군)
노자와촌(野沢村)은 아오모리현 산노헤군에 설치되었던 촌이다. 현재의 신고촌, 고노헤정에 해당한다.

### 연혁
- 1889년 4월 1일 - 정촌제 시행에 의해 산노헤군 니시고에촌, 데쿠라바시촌이 합병되어, 노자와촌이 발족하였다.
- 1955년 7월 29일 - 오이자 데쿠라바시를 산노헤군 고노헤정으로 편입하고 나머지 촌역은 산노헤군 헤라이촌과 합병하여 신고촌이 되어 소멸하였다.